# Kochertalbrücke
Die Kochertalbrücke bei Geislingen am Kocher, einem Ortsteil der Gemeinde Braunsbach, ist mit einer maximalen Höhe von 185 m über Grund die höchste (Balken-)Brücke in Deutschland. Über die Talbrücke quert die Bundesautobahn 6 auf der Strecke zwischen Heilbronn und Nürnberg unweit von Geislingen vierspurig das Kochertal.
Die Brücke, zum Autobahnabschnitt zwischen den Anschlussstellen Kupferzell und Aurach gehörend, wurde zwischen 1976 und 1979 erbaut und am 18. Dezember 1979 dem Verkehr übergeben.

## Brückenkonstruktion
Das Bauwerk überbrückt auf einer Länge von 1128 m das Tal. Der Spannbetonüberbau ist in statischer Sicht ein in Längsrichtung neunfeldriger Durchlaufträger. Die beiden äußeren Felder haben jeweils eine Stützweite von 81 m, die sieben Innenfelder von 138 m. Im Querschnitt ist der Überbau ein einzelliger, rechtwinkliger Hohlkasten von 8,6 m Breite und mit einer konstanten Höhe von 6,5 m. Die Fahrbahnplatte ist 31 m breit und überall wenigstens 26 cm dick, der Steg des Hohlkastens (seine Seitenwand) misst 45 cm Dicke. Schräge Druckstreben stützen alle 7,67 m die beidseitig 11,2 m auskragende Fahrbahnplatte.
Die Mittelpfeiler drei bis sechs sind in den Überbau eingespannt und wirken mit ihm als rahmenartiges Tragwerk. Zusammen mit den Pfeilern zwei und sieben, die mit festen Punktkipplagern ausgestattet sind, stabilisieren sie das Bauwerk in Längsrichtung und bilden den Festpunkt. Auf den Widerlagern und den Pfeilern eins und acht ist der Überbau längsverschieblich gelagert.
Die acht Pfeiler sind zwischen 40 m und 178 m hoch. Ihr Hohlquerschnitt ist allseitig konisch, einzellig und rechteckig, er ist oben 8,6 m breit und 5,0 m dick und weitet sich nach unten zur Basis bis auf maximal 15,0 m × 9,5 m. Die Wand hat eine Stärke von wenigstens 50 cm, in den Fuß- und Kopfbereichen erreicht sie 90 cm. Die Hangpfeiler zwei und sieben sind mit 45 m tiefen Schächten in den Rutschhängen gegründet.
Der Brückenüberbau wurde im Freivorbau des Hohlkastenquerschnittes hergestellt. Die auskragenden Fahrbahnplattenteile wurden nachträglich mit einem Nachläuferwagen betoniert. Eine Arbeitsgemeinschaft der Unternehmen Ed. Züblin AG, DYWIDAG und Wayss & Freytag AG baute nach einem Sondervorschlagsentwurf von Wayss & Freytag unter Beratung von Fritz Leonhardt die Brücke von 1976 bis 1979 mit um 40 % reduzierten Kosten.

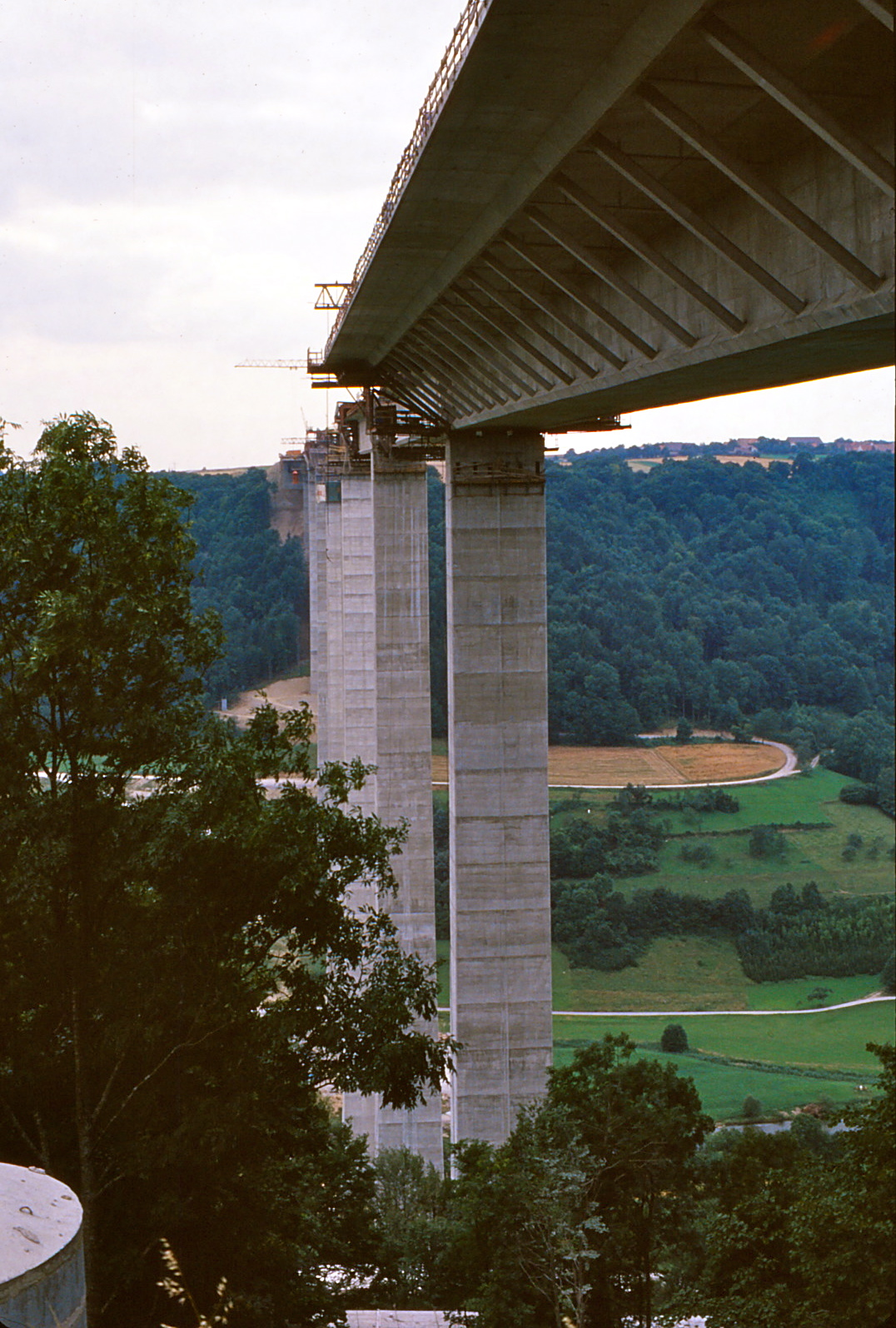
Bauzustand August 1978
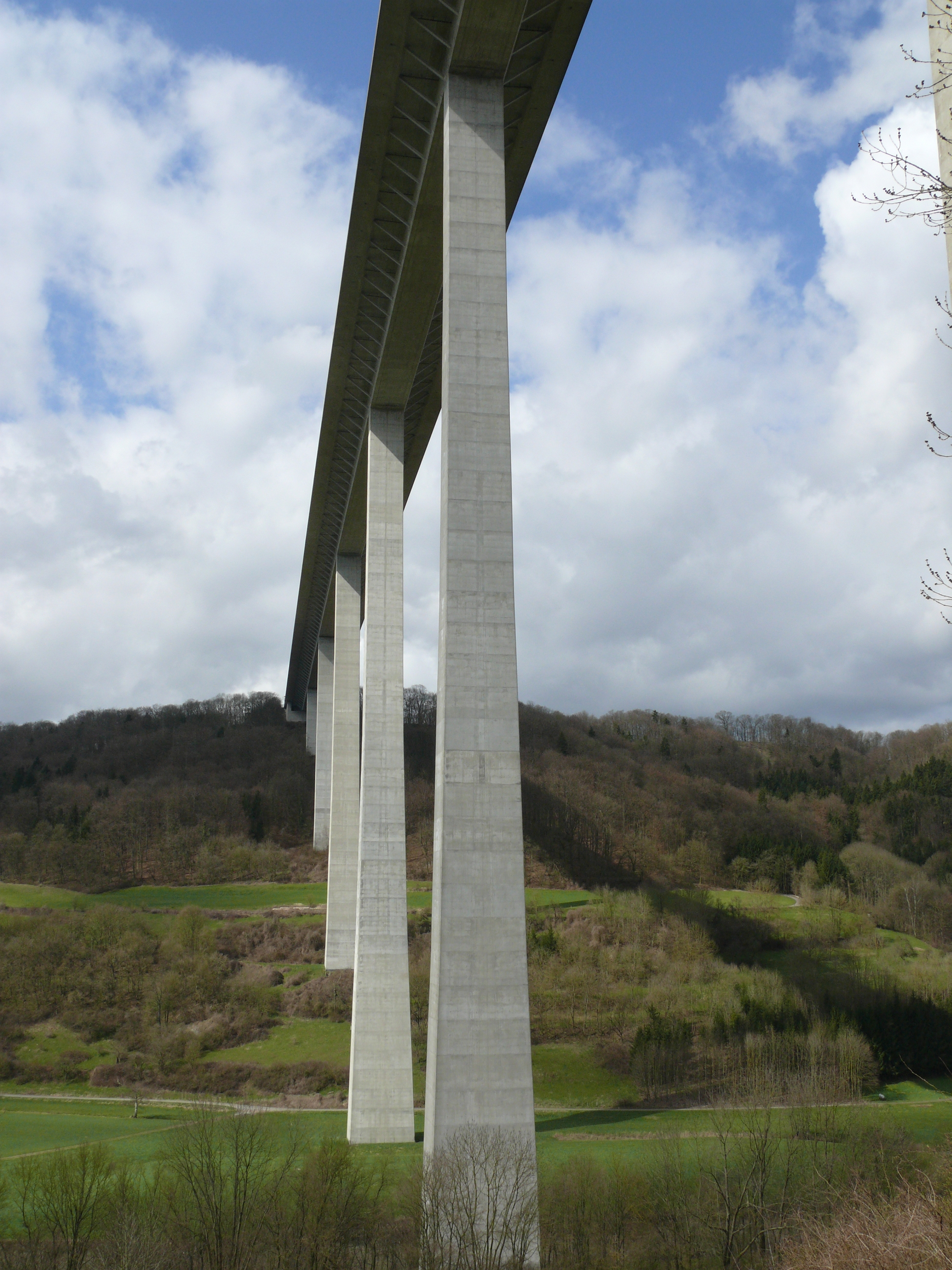
Westliche Pfeiler
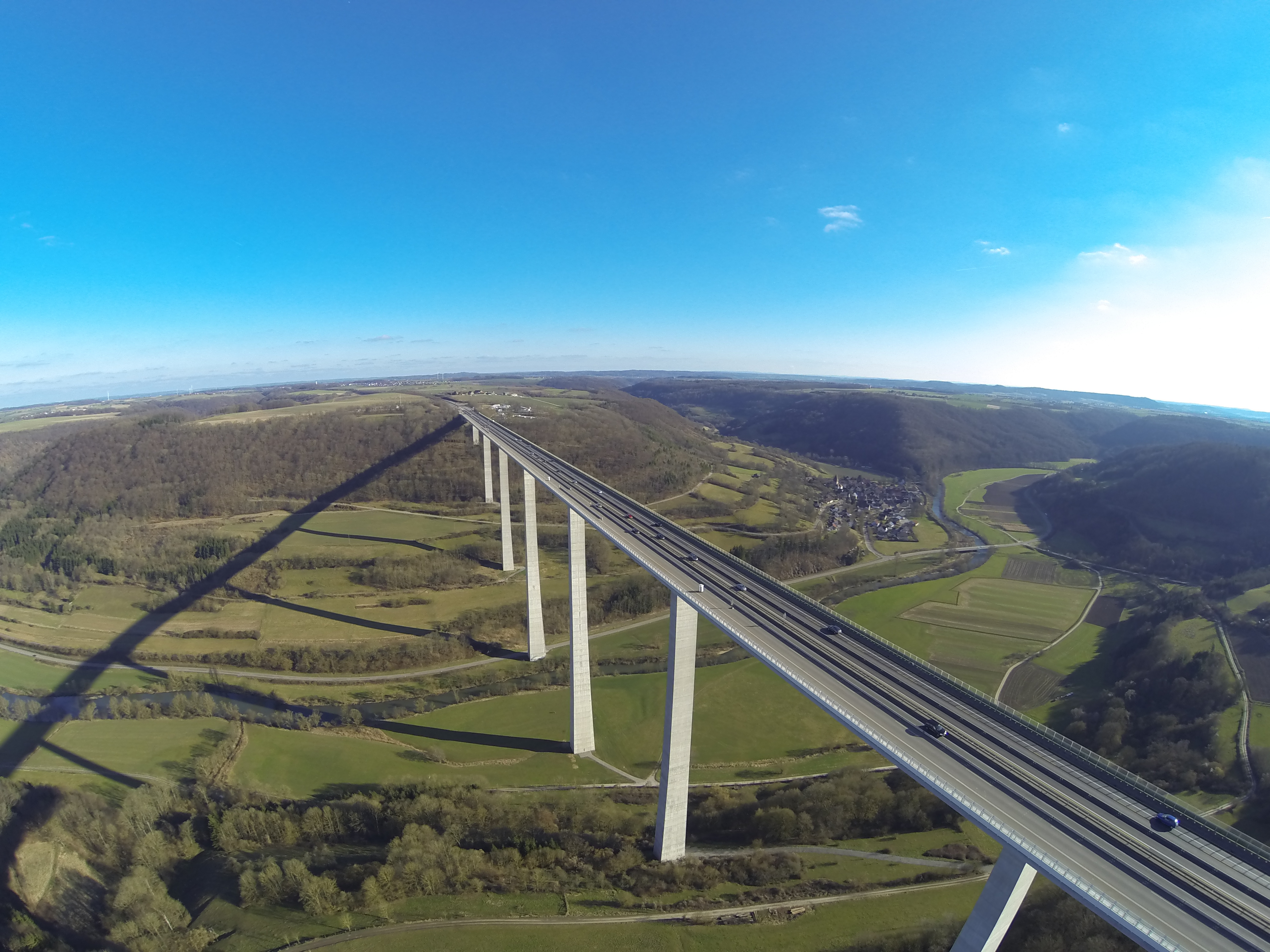
Kochertalbrücke von Nordwesten
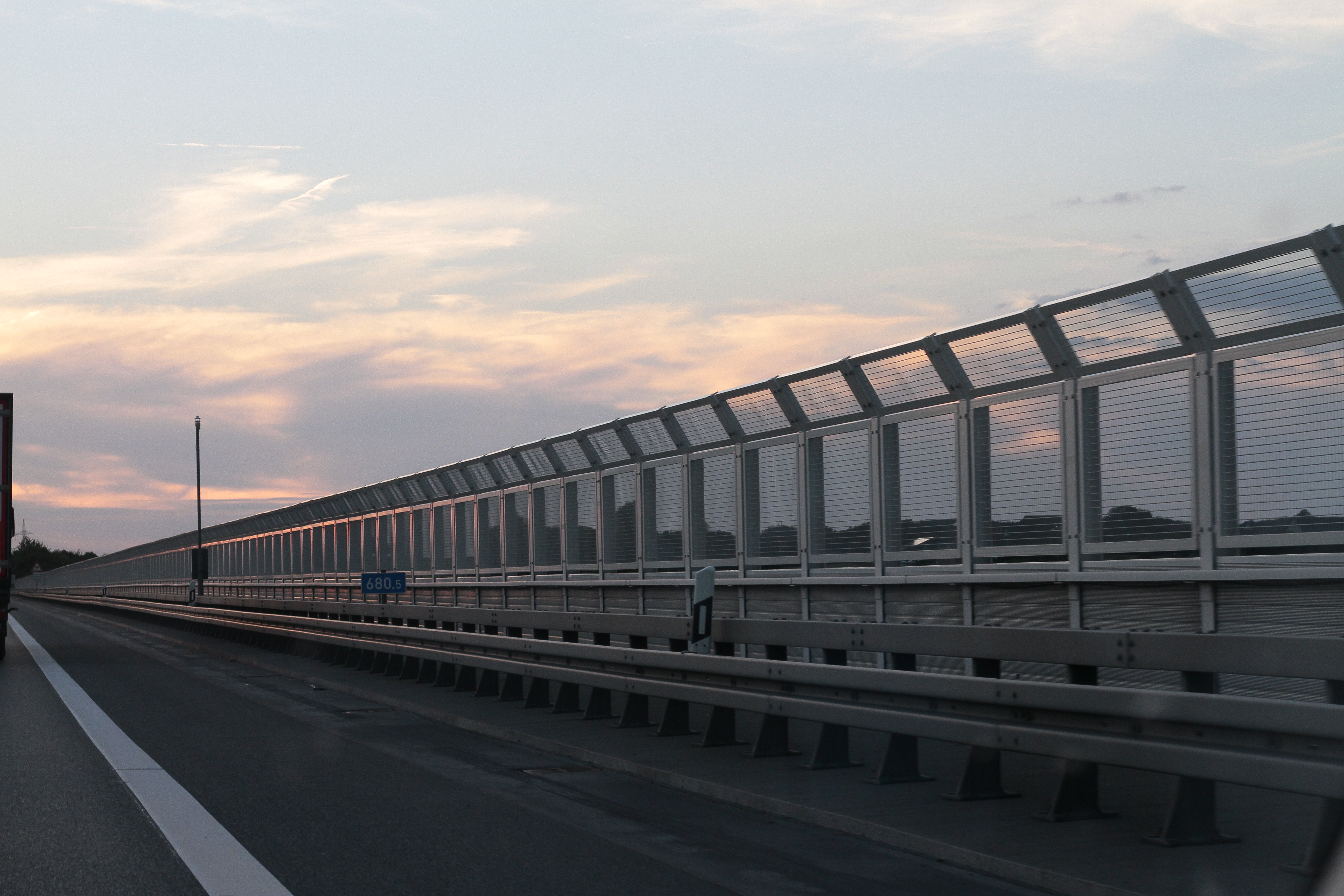
Vergittertes Geländer der Brücke

## Instandsetzung

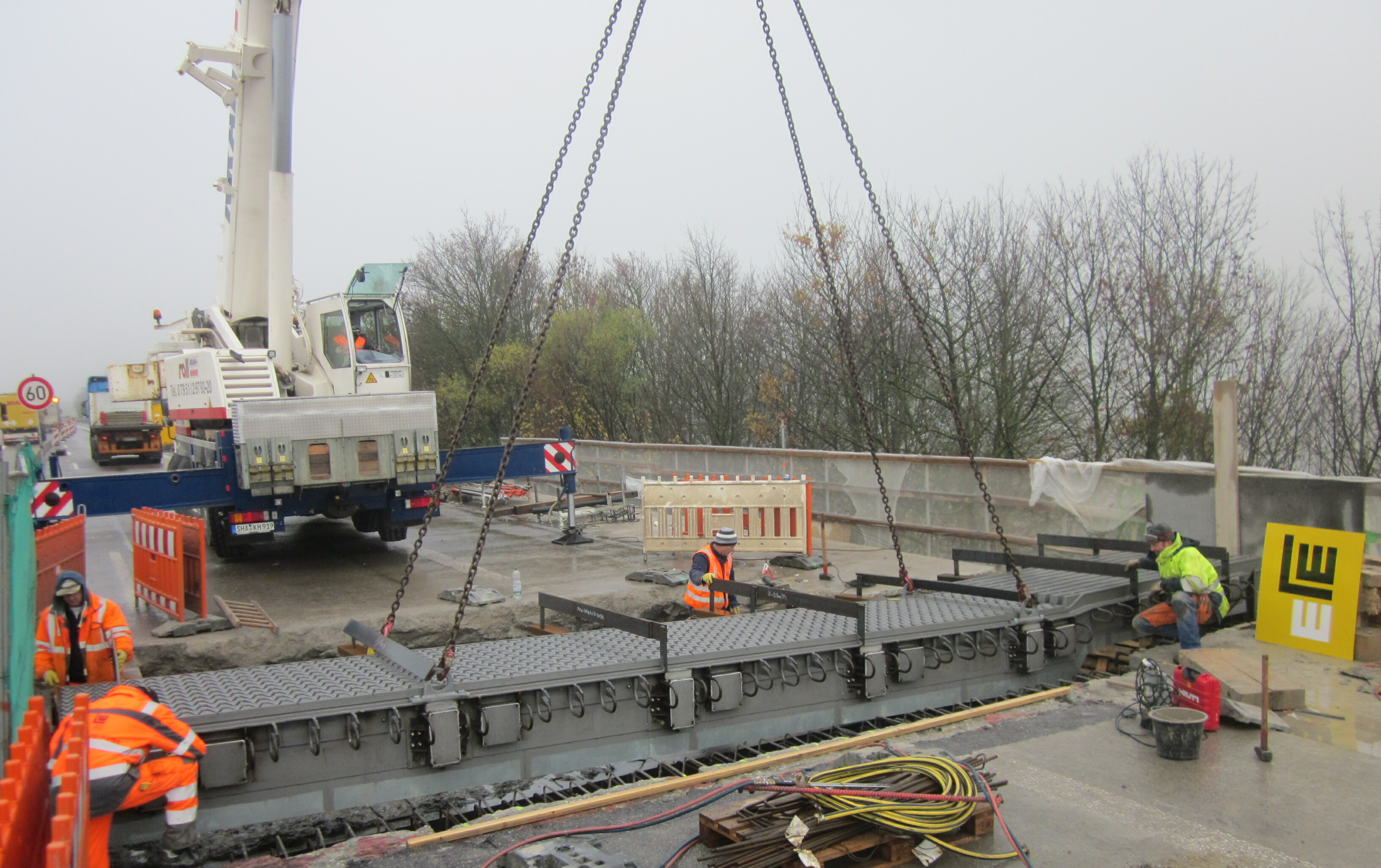
Einheben einer Übergangskonstruktion

Von Juli 2013 bis Ende 2015 ließ die Bundesrepublik Deutschland, vertreten durch das Regierungspräsidium Stuttgart, die Brücke für Gesamtbaukosten von 22,4 Mio. Euro sanieren und verstärken, um eine Nutzung mit drei Fahrstreifen in jeder Fahrtrichtung zu ermöglichen. Die Instandsetzung umfasste die Verstärkung der Stege und der Bodenplatte des Hohlkastens über den Pfeilern und den Einbau zusätzlicher Spannkabel. Auf der Brücke wurden die Brückenkappen, die darunterliegende Abdichtung, der Übersteigschutz und die Schutzeinrichtungen erneuert sowie die gesamte Brückenentwässerung ausgetauscht. An den Enden der Brücke wurden die Übergangskonstruktionen durch lärmmindernde ersetzt. Die verschlissenen Topflager auf den Pfeilerköpfen bzw. Widerlagern wurden ebenfalls ausgetauscht.
Die Instandsetzung der Kochertalbrücke wurde mit dem undotierten Deutschen Brückenbaupreis 2016 in der Kategorie „Straßen- und Eisenbahnbrücken“ ausgezeichnet, da gemäß Juryurteil „dank dieser innovativen und herausragenden Ingenieurleistung die Nutzbarkeit vorhandener Bausubstanz nachhaltig verlängert werden konnte“.

## Museum
Zur Brücke und ihrer Baugeschichte wurde in Geislingen das Brückenmuseum eingerichtet. Es ist nach Absprache geöffnet und bietet dem Besucher Wissenswertes zum Bau der Brücke an.

## Wissenswertes
- Die 178 m hohen Brückenpfeiler der Kochertalbrücke waren die höchsten weltweit, bis sie 2004 vom Viaduc de Millau abgelöst wurden – einer Schrägseilbrücke, bei der die Fahrbahn an Seilen unterhalb des Pfeilerkopfs abgespannt verläuft. Den höchsten Pfeiler aller Balkenbrücken hat seit 2013 die Puente San Marcos in Mexiko mit dem 208 m hohen Pfeiler P4.

Wappen der Gemeinde Braunsbach

- Die Kochertalbrücke ist das Wappenmotiv der Gemeinde Braunsbach.

- Im Jahre 1990 wurde an der Brücke auf beiden Seiten eine Vollvergitterung für insgesamt 485.000 Euro (entspräche heute inflationsbereinigt 967.000 Euro) angebracht. Bis dahin war die Brücke mit 48 Suiziden seit ihrer Errichtung ein extremer Sonderfall hinsichtlich der Anzahl der Todesfälle gegenüber den weiteren Brücken in Baden-Württemberg.[4]